# Ladislav Bláha
Ladislav Bláha (* 18. dubna 1964 Náchod) je český kinantropolog a vysokoškolský učitel, od března 2023 děkan Pedagogické fakulty Univerzity Jana Evangelisty Purkyně (PF UJEP).

## Životopis
Narodil se v dubnu 1964 v Náchodě. V roce 1987 absolvoval studium učitelství všeobecně vzdělávacích předmětů tělesná výchova – německý jazyk a literatura. Již v letech 1986 až 1987 přitom krátce působil jako učitel na ZŠ Pod Holoměří v Ústí nad Labem.  V roce 1987 se stal asistentem na Katedře tělesné výchovy PF UJEP, v letech 1987 až 1988 absolvoval základní vojenskou službu. V roce 1989 působil na částečný úvazek na Střední zdravotnické škole v Ústí nad Labem. Téhož roku se po absolvování rigorózního řízení stal doktorem pedagogiky. V letech 1990 až 1992 absolvoval dvouleté studium pedagogiky na Pedagogické fakultě Univerzity Karlovy.
V roce 1995 Bláha krátce působil jako zástupce vedoucího Katedry tělesné výchovy PF UJEP. V roce 2001 získal titul Ph.D. po absolvování doktorského studia kinantropologie na Fakultě tělesné výchovy a sportu Univerzity Karlovy. Téhož roku opět začal působit jako zástupce vedoucího katedry tělesné výchovy PF UJEP a navíc začal na částečný úvazek pracovat na Střední odborné škole obchodu a služeb v Ústí nad Labem, na které vyučoval kromě tělesné výchovy také německý jazyk. V tomto zaměstnání setrval do roku 2005, kdy se stal vedoucím Katedry tělesné výchovy PF UJEP.
V roce 2012 se habilitoval v oboru kinantropologie na Fakultě tělesné kultury Univerzity Palackého (FTK UP). V únoru 2023 byl zvolen děkanem PF UJEP s účinností od března téhož roku. Bláha tak ve funkci vystřídal Jiřího Škodu, který se rozhodl funkci neobhajovat. V rámci své odborné činnosti se zabývá teorií a didaktikou pohybových her, pohybovými aktivitami osob se zrakovým postižením či souvislostí pohybových aktivit a zdravého životního stylu.
Ladislav Bláha je nebo byl členem různých vědeckých rad a odborných organizací. V roce 2014 se stal členem vědecké rady FTK UP a Fakulty zdravotnických studií Univerzity Jana Evangelisty Purkyně (v ní setrval jen do roku 2015), o rok později se stal členem vědecké rady PF UJEP. V roce 2021 začal působit v akademické radě VŠ Palestra. Je dlouholetým členem České kinantropologické společnosti, v letech 2002 až 2015 byl členem jejího výboru.